# Kairo
Kairo (arapski: القاهرة) je glavni grad Egipta. Procjenjuje se da njegova aglomeracija iznosi 15,2 milijuna stanovnika i po tome je trinaesti grad po veličini u svijetu.
Dok je al-Qāhirah službeno ime grada, u lokalnom govoru se on obično naziva imenom same države Mişr na lokalnom dijalektu se izgovara Maşr.
Ime al-Qāhirah znači "onaj koji potčinjava/onaj koji svladava". Ovo ime je dodijeljeno zbog toga što su mnoge vojske kroz povijest pokušale osvojiti grad i njegovi branitelji bi ih uništili, ili borci poslani iz Kaira uništavali neprijateljske vojske (poznatiji osvajači bili su Mongoli, Križari i Osmanlije).
Kairo je smješten na obalama i otocima Nila u sjevernom Egiptu, malo južnije od mjesta gdje rijeka napušta svoju pustinjom obrubljenu dolinu i gdje se grana u tri rukavca započinjući deltu Nila.
Najstariji dio grada je na istočnoj strani rijeke. Novi dio se postupno širi zapadno, okružujući zelene površine doline Nila. Zapadni dijelovi su sagrađeni u doba Ismaila Veličanstvenog, po uzoru na Pariz, sa širokim bulevarima, parkovima i otvorenim prostorima. Najstariji dio na istoku je potpuna suprotnost. Rastao je nasumično kroz stoljeća i pun je uskih, zakrčenih staza. Dok zapadnim Kairom dominiraju zgrade vlade i državne zgrade u modernom stilu, istočni dio je ispunjen stotinama starih džamija koje služe kao orijentiri. Obilno korištenje vode iz Nila omogućilo je gradu da se širi ka istoku, dalje u pustinju. Mostovi povezuju Kairo s otocima Gezira i Roda, na kojima su smješteni mnogi vladini uredi i mnoge kuće vladinih službenika. Mostovi se također pružaju preko Nila, povezujući grad s predgrađima Giza i Imbabah. Najdulji most u Kairu, ali i čitavoj Africi je Most 6. listopada dugačak 22 km koji spaja središte grada sa zračnom lukom.
U pustinji Zapadno od Gize je dio drevne nekropole Memphis, na platou Gize, sa svoje tri velike piramide, od kojih je jedna Keopsova piramida (jedina preostala građevina od sedam drevnih svjetskih čuda). Oko 18 kilometara južno od Kaira je smješten stari grad Memphis koji graniči s nekropolom Saqqara. Ovi gradovi su drevne prethodnice Kaira.

## Povijest

### Osnivanje i rano razdoblje
Trenutna lokacija grada je ranije bila nepogodna zbog udaljenosti Nila, jer se grad s te daljine nije mogao opskrbljivati vodom s rijeke. Pođe li se malo na jug, nailazi se na ruševine Memphisa, osnovanog 3100 godina pr. Kr., glavnog grada drevnog Egipta. Osnovao ga je Menes od Tanisa, nakon što je ujedinio kraljevstva Gornjeg i Donjeg Egipta. Glavnim gradom je kasnije postao Heliopolis, zatim Teba na jugu, a na kraju pod dinastijom Ptolomejevića  (Aleksandrija) dobiva status glavnog grada.
Prvo naselje na lokaciji današnjeg Kaira bila je rimska utvrda, zvana utvrda Babilon, sagrađena oko 150-te godine pr. Kr. blizu naselja Babilon, koje je ležalo na starom egipatskom kanalu koji je povezivao Nil s Crvenim morem. Mali grad, sastavljen pretežno od koptskih Kršćana, rastao je oko utvrde.
Arapski osvajači, predvođeni vođom po imenu Amr Ibn-el-As zauzimaju utvrdu 642. godine i postavljaju svoju posadu u nju. Arapsko šatorsko naselje oko utvrde poznato kao Al-Fustat postaje vremenom stalna baza arapskih snaga u Egiptu, pod dinastijama Umejida i Abasida, a u njemu je sagrađena prva džamija u Africi.
Naselje je kroz stoljeća prerastalo u pravi grad. Sjevernoafrička šijitska dinastija Fatimide zauzima Egipat 972. godine i gradi novi grad, Al-Mansureya, sjeverno od starog naselja. Njihov vođa Al-Muez Ledin-Ellah mijenja ime grada u Kairo (Al-Qahirah - Mars na arapskom), zbog Marsa koji se uzdizao na nebu toga dana kada je grad osnovan. Džamija Al-Azhar je sagrađena iste godine, zajedno s pratećim sveučilištem, koje je učinilo Kairo centrom učenja i filozofije onoga doba. Škola i danas predstavlja najveći centar studija Islama u svijetu. Seldžuci su osvojili Kairo sredinom 1100-ih godina, a Saladin, njihov vođa, širio je grad dalje, uključujući i gradnju njegove masivne utvrde.
Pustošenje Bagdada 1258. godine povećalo je značaj Kaira, te on postaje vodeći intelektualni i umjetnički centar Bliskog Istoka, samim tim vjerojatno i svijeta kroz narednih 250 godina. Međutim, snaga i značaj se postupno premještaju s Arapskih zemalja na sjever Turcima i Europljanima.
Grad je zauzelo Otomansko Carstvo 1517. godine pod Selimom, ali za vladare su postavili vazalnu dinastiju Mameluka.

### Razdoblje modernizacije
Napoleon je osvojio Egipat 1797. godine, a mamelučki vladari su mu predali Kairo. Nakon što je njegova flota bila uništena 1798. godine u zaljevu Aboukir, Napoleon je napustio zemlju i kao zapovjednika ostavio generala Klébera. Kléber je ubijen 1800. godine, a trogodišnja francuska okupacija nije ostavila trajnijih posljedica, niti je dovela do značajnijih promjena.
Prvi nagovještaji modernizacije dogodili su se pod vladarom Mehmetom Alijem, koji je željeznicom povezao Kairo i Aleksandriju godine 1851. Značajnije promjene se ipak nisu dogodile do režima Ismail-paše kada je, 1863. godine, gradnja Sueskog kanala dovela izvjestan broj zapadnjaka u zemlju. U to vrijeme su Francuzi postavili mrežu plinskih svjetiljki, a željeznica se sve više širila.
Godine 1867. Ismail je posjetio Pariz zbog Svjetske izložbe. Tu je vidio nove arhitektonske oblike, i odlučio da ponovo sagradi Kairo po europskom principu. Gradnju je financirao iz fonda u koji se slijevao novac od povećane trgovine pamukom. Ismail se nadao da će ponovnu izgradnju završiti do 1869. godine, kada su zbog otvaranja Sueskog kanala u Egipat trebali doći brojni ugledni gosti sa Zapada.
Radije nego da ponovo izgradi Kairo, Ismail je odlučio sagraditi potpuno novi dio grada, dalje niz obalu, u zapadnjačkom stilu. Projekt je povjeren Ali-paši Mubaraku, a osmislio ga je francuski planer Pierre Grand. Stvorena je nova oblast luksuznih vila i stanova. Veliki bulevari su smješteni u stari grad, a tramvajske linije su uslijedile iza toga.
Kolonizatorsko doba od 1882. godine donijelo je nastavak izgradnje grada. Postavljen je moderni sustav kanala, a nova predgrađa, kao što je Heliopolis, nicala su u pustinji. Stanovništvo se eksplozivno uvećalo od 374.000 stanovnika u 1882. do 1.312.000 stanovnika godine 1937.

### Moderni Kairo
Kairo je ostao najvažniji egipatski grad za vrijeme britanske vladavine, a i poslije. U dvadesetom stoljeću viđen je veliki razvoj i rast grada, kako su seljaci napuštali farme i dolazili u grad u potrazi za poslom u tvornicama i tvrtkama metropole. Poseban teret za grad su činile izbjeglice iz ratova s Izraelom; veliki dio populacije sa Sinaja i gradova oko Sueskog kanala došao je u Kairo između 1967. i 1978. godine.
Danas je Kairo najnaseljeniji afrički grad i kulturni centar arapskog svijeta. Još od 19. stoljeća Kairo je postao turistički centar, a ljudi iz cijelog svijeta dolazili su da vide spomenike i artefakte drevnog Egipta, naročito piramide. Zakon koji je donesen, a kojim se zabranjuje izvoz ovih blaga, znači da je Egipatski muzej u Kairu jedino mjesto gdje mnogi predmeti mogu biti viđeni.

## Znamenitosti
Stari Kairo je mjesto koptskog naselja, bizantske utvrde Babilon i prvih egipatskih prijestolnica, Al-Askara i Fustata, koji su danas uklopljeni u grad Kairo. U njemu se nalaze brojni spomenici kao što su:
- Viseća crkva (El Mualaka) ili Pravoslavna koptska Crkva Svete Djevice Marije iz 3. stoljeća je jedna od najstarijih crkava u Egiptu, a nalazila se iznad ulaza u Babilonsku utvrdu, zbog čega su je nazvali "viseća". Obnovljena je u 11. i 19. stoljeću, ali je sačuvana njezina bizantska unutrašnjost iz 7. stoljeća.
- Babilonska utvrda se nalazi na istočnoj obali Nila na početku njegove delte, na spoju s faraonskim kanalom koji ju je spajao s Crvenim morem, a izgradili su je bizantinci 525. godine. Unutar njezinih zidina, koje sliče Teodozijevim zidinama u Konstantinopolu, nalazi se šest koptskih crkava, konvikt i Koptski muzej iz 1910. godine koji ima najveću kolekciju koptskih kršćanskih predmeta na svijetu.
- Džamija Amr ibn al-Asa (arapski: جامع عمرو بن العاص‎) ili Amrova džamija iz 642. godine je najstarija džamija u Africi, izgrađena na mjestu šatora generala Amra, koji je osvojio Egipat, u novoosnovanoj prijestolnici Egipta, Fustatu. Zahvaljujući mnogim obnovama tijekom stoljeća malo je ostalo od izvorne građevine, ali je velika islamska znamenitost i turistička atrakcija.
- Sinagoga Ben Ezra (hebrejski: בית כנסת בן עזרא‎, arapski: معبد بن عزرا‎) je izgrađena 882. godine na mjestu gdje je prema predaji pronađen Mojsije kao beba. U njoj je u 19. stoljeću otkrivena vrijedna zbirka hebrejskih tekstova, tzv. "Kairska Geniza" koja se danas nalazi u brojnim svjetskim knjižnicama.

### Islamski Kairo
Islamski Kairo je središnji dio Kaira koji je najznamenitiji po svojim povijesnim građevinama u Islamskom stilu, a kojim dominira Kairska citadela. One su pod ovim nazivom upisane na UNESCO-ov popis mjesta svjetske baštine u Africi još 1979. godine
Od islamskih spomenika najznamenitiji su: omejidska Džamija Amr ibn al-Asa, abasidsko sveučilište uz džamiju Azhar, fatimidski minareti iznad ulaza u grad Bab Zuvelia. Ibn Tulunova džamija, Džamija Al-Hakima, Saaldinova Kairska citadela, mamelučke Džamija sultana Hasana i Džamija Al-Rifa.
- Unutrašnjost viseće crkve (3.-7. st.)
- Ostaci utvrde Babilon (552.)
- Ulaz u Amrovu džamiju (642.)
- Džamija Al-Azhar (970.)
- Al-Hakimova džamija (990-ih)
- Saladinova citadela (1176.-83.)
- Džamija sultana Hasana i Al-Rifa
- Džamija Muhameda Alija unutar citadele (1830.-48.)

## Promet

### Željeznica
Kairo je čvorište 5.000 km duge egipatske željeznice. Ramzes stanica u centralnom Kairu povezuje glavnu liniju južnog dijela željeznice, koja ide dolinom Nila i pokriva Assyut, Luksor i Asuan, s različitim linijama koje se lepezasto šire područjem Donjeg Egipta i pokrivaju glavne gradove regiona delte, uključujući Aleksandriju, Ismailiju i Port Said.
Druga glavna stanica smještena je 10 km južnije, u Gizi.

### Ceste
Kairske ceste su među najopasnijim na svijetu. Prosječan broj smrtnih slučajeva po prijeđenom kilometru je četrdeset puta veći od europskog prosjeka, te dva puta veći od prosjeka susjednih bliskoistočnih zemalja.

### Metro
Kairski metro sustav je moderan i efikasan. Kairski metro je jedini potpuno dovršeni i funkcionalni metro u Africi. Dvije linije pokrivaju 62 kilometra, a planiraju se još četiri nove linije.

### Tramvaj
Prva tramvajska linija u Kairu izgrađena je 1898. godine. To je bila prva linija javnog transporta u Kairu, a išla je pravcem sjever-jug, preko Khalij Misra, drevnog kanala koji vodi do Crvenog mora. Tramvajska mreža je zadnjih godina većim dijelom razmontirana, a par linija je ostalo operativno izvan sjevernih predgrađa, oko Heliopolisa.

## Poveznice
- Helwan - susjedni grad, dio kairske aglomeracije

## Vanjske poveznice
- Mouhafazat of Cairo
- Goethe-Institut Kairo

### Ostali projekti
|  | Zajednički poslužitelj ima još gradiva o temi Kairo |